# 幻想奇观烟花大汇演
幻想奇观烟花大汇演（英語：Fantasmic!）是於美國加州迪士尼樂園、佛羅里達州迪士尼好萊塢影城、以及日本東京迪士尼海洋等主題樂園內舉行的夜間娛樂表演。表演中使用特效煙火、真人演出、水舞效果、水幕投影、火焰、音樂等手法再現迪士尼動畫作品中的橋段。

## 歷史
最早的版本是源自於1992年加州迪士尼樂園，華特迪士尼公司決定製作一個夜間表演，在園區內的「美國河」上使用水火等效果，於是園方找來華特迪士尼動畫工作室及華特迪士尼幻想工程師們一同著手設計完成了最初的版本。
1996年佛州迪士尼世界內的迪士尼好萊塢影城（當時的名稱為迪士尼米高梅影城）決定開發新版本的Fantasmic!，包括全新的動畫場景和真人演出橋段。由於迪士尼世界神奇王國中的美國河構造與加州迪士尼樂園不同，於是佛州版Fantasmic!在迪士尼好萊塢影城內打造一個可容納6,900人的露天劇場供表演使用。
亞洲第一個Fantasmic!於東京迪士尼度假區中的東京迪士尼海洋登場。2004年東京迪士尼高層於美國欣賞此表演後，便有意將表演引進日本，而正式拍板定案則是在2008年。2010年迪士尼正式宣佈東京版Fantasmic!將取代原有夜間表演BraviSEAmo!，於2011年4月登場。

## 東京迪士尼海洋版本

### 公演資料
- 首演：2011年4月28日
- 最终演出：2020年2月28日[3]
- 演出地點：東京迪士尼度假區・東京迪士尼海洋「地中海港灣」
- 表演長度：約23分鐘
- 贊助企業：NTT docomo
- 音樂：Don L. Harper
- Fantasmic!主題曲及退場音樂：Bruce Healey
- 登場卡通明星：米奇、米妮、布魯托、高飛、唐老鴨、黛絲、克萊絲、瑪莉貓、愛莉兒、艾力克王子、龜龜、跳舞魚群（幻想曲）、皮諾丘、吉明尼、吉佩多、巴魯、路易王、辛巴、木法沙、拉飛奇、彭彭、泰山、珍妮、史迪奇、天使、阿拉丁、茉莉公主、精靈、仙度瑞拉（灰姑娘）、王子（Prince Charming）、歐蘿拉公主（睡美人）、菲利浦王子、白雪公主、白馬王子、糊塗蛋、貝兒、野獸、蒂安娜、萊文王子
- 登場反派角色：Kaa（森林王子）、魔鏡、皇后（白雪公主）、烏蘇拉、Flotsam與Jetsam（小美人魚）、海蒂斯、梅爾菲森特

## 外部連結
- Fantasmic! | 東京迪士尼海洋